# Болельщицы для Сатаны
«Болельщицы для Сатаны» (англ.: Satan’s Cheerleaders) — американский комедийный фильм ужасов 1977 года режиссёра Грейдона Кларка.

## Сюжет
Чирлидерши футбольной команды средней школы Бенедикта не застенчивые и не милые. В раздевалке девочки принимают душ, не подозревая, что за ними тайно наблюдает школьный уборщик, на самом деле подосланный от секты сатанистов, которая ищет девственницу для принесения в жертву.
Во время поездки на первый большой футбольный матч сезона жуткий уборщик похищает четырех чирлидерш и их тренера мисс Джонсон, и отвозит в таинственное место сатанистов, чтобы провести ритуал.
Девушки сбегают и идут в ближаёший городок, где ищут помощи у местого шерифа, который на самом деле и есть верховный жрец сатанистов, а крошечный городок, в который они попали, является рассадником сатанизма.
Сатанисты снова ловят девушек и приводят их к алтарю на Чёрную мессу. Здесь они видят изнасилованную шерифом мисс Джонсон. Шериф хочет принести в жертву «девственницу», убить остальных и обвинить в этом Билли, которого он уже застрелил. Но которая из этих нахальных, чрезмерно сексуальных девушек — девственница для жертвоприношения?
Однако, сатанисты ещё не знают, одна из чирлидерш на самом деле ведьма, и у неё есть свои планы относительно сатанистов. Патти по собственной воле раздевается догола и взбирается на алтарь, где её наполняет странная сила, от которой станистом становится не по себе. Когда жена шерифа Эмми открывает древнюю книгу, то видит изображение ведьмы, похожей на Патти.
Заклинаниям Пати следуют собаки разрывающие мисс Эмми. Она вызывает дюжину помощников в капюшонах, которые ловят сатанистов. Патти обрушивает силу сатаны на шерифа, потому что он лишил девственности мисс Джонсон, единственную непорочную девственницу среди молодых женщин, и таким образом забрал то, что предназначалось самому сатане. Внезапно Билли восстает из мертвых и убивает шерифа. Остальные сатанисты преклоняют колени и молятся Патти, своей новой жрице.
Позже чирлидерши прибывают как раз к началу матча. Когда один из футболистов команды школы Бенедикта получает травму, Патти приказывает ему продолжать играть и тот забивает гол за голом.

## В ролях
- Джон Айрленд — шериф / Верховный жрец
- Ивонн Де Карло — Эмми, жена шерифа / Верховная жрица
- Джек Крушен — уборщик Билли
- Джон Кэррадайн — бродяга
- Сидни Чаплин — монах
- Жаклин Коул — мисс Джонсон
- Керри Шерман — Патти
- Хиллари Хоран — Крис
- Алиса Пауэлл — Дебби
- Шерри Маркс — Шэрон
- Лэйн Корделл — Стиви
- Джозеф Карло — тренер
- Майкл Донаван О’Доннелл — фермер

## Съёмки
Сценарист и режиссер Грейдон Кларк рассказал AFI, что он снял этот фильм за две недели и бюджет в 75 000 долларов включал 25 000 долларов на актерский состав.
Фильму сначала был присвоен возрастной рейтинг PG, но изменён на более строгий R после того, как продюсер повторно отредактировал фильм.

## Критика
TV Guide пришел к выводу, что «это жалкий фильм для взрослых, который даже не соответствует потенциалу непреднамеренного смеха, обещанному названием…».